# Oracle TimesTen In-Memory Database
Oracle TimesTenとは基幹DB (Oracle) を利用したシステム付加することができるインメモリのデータベース（Oracle10gから完全サポート）。

## 特徴
- データ構造は、既存のRDBと同じ。メモリへのアクセスを最適化したインデックス方式。
- 速度はRDBMSに比べて10倍程度。
- Oracleに買収されてからはCPUライセンスもしくは同時利用ユーザライセンスになっている。

## アプリケーションインタフェース
- SQL-92準拠
- ODBC、JDBC、JMS API for Data publish等

## 特性
- データの更新に伴うデータ・数値・計算値等の変化を任意の定義にもとづく設定により、別アプリケーションに通知。
- アプリケーションからのリクエストに応じて、Oracle Database 10gのレコードをTimesTen上のデータストアにロードする「動的データローディング」。
- 使用頻度が低いキャッシュデータを自動的に削除する「自動データエージング」。
- インメモリのため、株価ボードのように一度の更新されたデータを、大多数ユーザーが見るような処理に向いているデータベースである。

## 歴史
- 2005年6月、インメモリDBのトップベンダーだった米タイムズテンを買収。買収直後はデータ容量単位でライセンスを販売されていたが[1]、現在はCPUもしくは同時接続数ライセンスと他のOracle製品と同じ販売方法となっている。
- Oracle Databaseラインアップへの統合されておりバージョンがあがるにつれて、Oracle Databaseとの親和性が向上している。
- Oracle以外のSybaseやDB2などのデータベースにも対応しているが、データの同期などを考えるとOracleが使われていることがほとんどである。